# Coryssocnemis guatopo
Coryssocnemis guatopo är en spindelart som beskrevs av Huber 2000. Coryssocnemis guatopo ingår i släktet Coryssocnemis och familjen dallerspindlar.
Artens utbredningsområde är Venezuela. Inga underarter finns listade i Catalogue of Life.